# Presa de Brielle
La presa de Brielle pels Watergeuzen, l'1 d'abril de 1572, va marxar el punt d'inflexió en l'alçament dels Països Baixos contra Espanya, en el marc de la Guerra dels Vuitanta Anys. A nivell militar, l'èxit va ser menor, ja que el port de Brielle no estava defensat, però va suposar el primer espai terrestre que ocupaven els rebels en un moment en què la revolta estava gairebé acabada, i va significar l'inici d'una nova revolta a tots els Països Baixos, que finalment conduiria a la formació de la República neerlandesa.

## Història
Els Watergeuzen estaven liderats per Guillem van der Marck, Lord de Lumey, i per dos dels seus capitans, Guillem Bloys van Treslong i Lenaert Jansz de Graeff. Després de ser expulsats d'Anglaterra per Elisabet I, necessitaven un refugi pels seus 25 vaixells. Quan van salpar en direcció a Brielle, es van sorprendre en veure que la guarnició espanyola havia marxat de la ciutat per suprimir un seguit de problemes a Utrecht. El vespre de l'1 d'abril, doncs, els 600 homes van saquejar el port indefens. Quan es preparaven per marxar, un dels homes va dir que no hi havia cap raó per abandonar la plaça.

## Llegat
Als estudiants neerlandesos se'ls ensenya una rima per recordar l'esdeveniment:
Op 1 april verloor Alva zijn bril,
que vol dir "El 1er d'abril, Alba va perdre les ulleres," fent un joc de paraules entre bril, que en neerlandès és 'ulleres', i el nom de la ciutat, Brielle o Den Briel.
"1 April" és el nom neerlandès per referir-se al "Dia d'enganyar".
La presa de Brielle encara se celebra per part dels seus ciutadans cada primer d'abril. Aquestes festes inclouen la recreació de la batalla i una tradició anomenada kalknacht (nit de guix), i en la qual, la nit abans de les festes, les persones més joves escriuen eslògans de guix i fan dibuixos a les parets i finestres del poble. Aquesta tradició del 'kalknacht' no és compartida per tothom, i sovint la policia els interroga, ja que l'any 2002 alguns participants van utilitzar pintures permanents, fent malbé cotxes, carrers i cases. Els orígens de la 'kalknacht' es troben en les accions dels locals, que van pintar amb guix les portes d'aquells ciutadans i funcionaris lleials al poder espanyol. Amb aquesta acció, assenyalaven als Geuzen aquelles persones que podien resistir-se a la seva presència.

## En la literatura
La presa de Brielle i les seves conseqüències componen bona part de l'argument de la novel·la de Cecelia Holland The Sea Beggars - tot i que la seva descripció, en molts casos, se separa de fets històrics comprovats.